# Giuseppe Milazzo
Giuseppe Milazzo (nascido em 21 de agosto de 1977 em Palermo) é um político italiano eleito membro do Parlamento Europeu em 2019.